# Антоний (Хури)
Еписко́п Анто́ний (англ. Bishop Antoun, в миру Антун Исса Хури, фр. Antoun Yssa Khouri; 17 января 1931 — 2 октября 2017) — епископ Антиохийской православной церкви, епископ Майамский и Юго-Восточный.

## Биография
Родился 17 января 1931 года в Дамаске, Сирия, четвертым из шести детей в своей семье. По окончании начального образования в православной школе в Меедане, Сирия, четырнадцати лет от роду он поступил в духовное училище при Баламандском монастыре в Ливане. Здесь он встретил и подружился с Филиппом Салибой, будущим Антиохийским митрополитом Америки. В Баламанде Антоний закончил курс начальной и средней школы, а затем получил диплом по богословию.
28 октября 1951 года он был рукоположен во диакона патриархом Антиохийским Александром III в патриаршем Успенском соборе Дамаска. Диакон Антоний Хури в этот период преподавал, а затем был и директором в здешней школе Иоанна Дамаскина. Находясь в Дамаске, он окончил курс бакалавриата в православном колледже «Ассият», который окончил в 1957 году
В 1957 году он был направлен на служение в Бразильскую епархию. Здесь он служил в Петроавловском кафедральном соборе и являлся секретарём митрополита Сан-Паульского Игнатия (Ферзли).
В 1959 году он прибыл в США для обучения в Свято-Владимирской духовной семинарии, которую он окончил в 1962 году со степенью магистра богословия (Master of Divinity). 29 мая 1960 года Антиохийским митрополитом Америки Антонием (Баширом) был рукоположен в сан священника и с тех пор проходил служение в Северной Америке. 3 августа 1969 года митрополитом Филиппом (Салибой) был возведён в сан архимандрита.
Он служил во Владимирской семинарии, а также в ряде приходских церквей Антиохийской архиепископии: в Георгиевском храме Филадельфии, штат Пеннсильвания; Георгиевском храме Торонто, провинция Онтарио; Георгиевском храме в Аллентауне, штат Пеннсильвания; Никольском соборе в Бруклине, Нью-Йорк. С 1969 по 1977 год он также трудился в канцелярии Антиохийской архиепископии в Энглвуде, штат Нью-Джерси, как личный помощник митрополита Филиппа.
1 августа 1981 года генеральная ассамблея Американской архиепископии Антиохийского Патриархата избрала архимандрита Антония митрополичьим викарием. 4 ноября 1982 года Священный Синод Антиохийской Православной Церкви утвердил это решение и постановил ему быть епископом Селевкийским. 9 января 1983 года в Никольском соборе в Бруклине состоялась его епископская хиротония, которую совершили: совершили иерархи Антиохийского Патриархата митрополиты Американский Филипп (Салиба), архиепископ Толедский Михаил (Шахин), епископ  Саламийский Илия (Салиба), епископ Каррский Павел (Бандали) и епископ Кесарийский Антоний (Шедрауи).
9 октября 2003 года решением Священного Синода Антиохийского патриархата назначен епископом Майамским Юго-Востока. Вдобавок к архипастырскому служению также состоял в канцелярии архиепископии и проживал в Энглвуде, штат Нью-Джерси.
В июле 2017 года ушёл на покой.
Скончался 2 октября 2017 года на 87-м году жизни.